# 天主教奥洛穆茨总教区
天主教奧洛穆茨總教區（拉丁語：Archidioecesis Olomucensis）是羅馬天主教在捷克的一個教省總教區。下轄兩個教區。

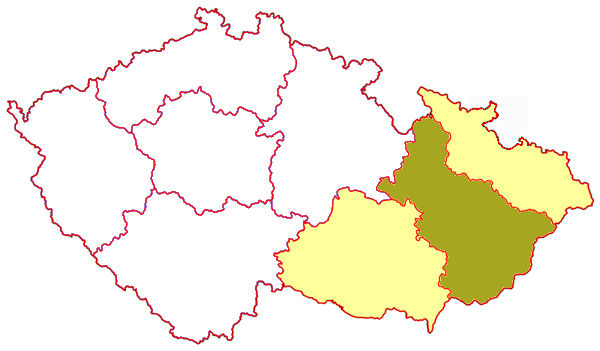
奧洛穆茨總教區管轄範圍圖

總教區範圍包括摩拉維亞東部。2011年，有743,400名教友，估轄區總人口53%，有419個堂區、365名司鐸、34名終身執事、133名修士、252名修女。現任總主教為若望·格勞布納。
始於1063年，1777年12月5日升為總教區。共產黨統治期間（自1961年共產黨執政前委任的總主教逝世起）教廷只派出宗座署理，1989年才恢復任命總主教。